# Pteroptrix
Pteroptrix är ett släkte av steklar. Pteroptrix ingår i familjen växtlussteklar.

## Dottertaxa tillPteroptrix, i alfabetisk ordning[1]
- Pteroptrix abnormis
- Pteroptrix addenda
- Pteroptrix aegyptica
- Pteroptrix aethiopica
- Pteroptrix albifemur
- Pteroptrix albocincta
- Pteroptrix aprica
- Pteroptrix aspidiotiphagoidea
- Pteroptrix bicolor
- Pteroptrix biguttata
- Pteroptrix bisetae
- Pteroptrix bouceki
- Pteroptrix calva
- Pteroptrix cavana
- Pteroptrix chinensis
- Pteroptrix coloba
- Pteroptrix conifuniculata
- Pteroptrix deserta
- Pteroptrix dimidiata
- Pteroptrix dubia
- Pteroptrix fidalgoi
- Pteroptrix flagellata
- Pteroptrix howardi
- Pteroptrix incola
- Pteroptrix japonica
- Pteroptrix koebelei
- Pteroptrix lauri
- Pteroptrix leptocera
- Pteroptrix longiclava
- Pteroptrix longiclavata
- Pteroptrix longicornis
- Pteroptrix luzonica
- Pteroptrix machiaveli
- Pteroptrix macropedicellata
- Pteroptrix maritima
- Pteroptrix maura
- Pteroptrix nigra
- Pteroptrix nudicella
- Pteroptrix ordinis
- Pteroptrix orientalis
- Pteroptrix parvipennis
- Pteroptrix patriciae
- Pteroptrix perata
- Pteroptrix perkinsi
- Pteroptrix plana
- Pteroptrix processa
- Pteroptrix prolata
- Pteroptrix rolaspidis
- Pteroptrix rupina
- Pteroptrix serrata
- Pteroptrix silvestrii
- Pteroptrix smithi
- Pteroptrix sparsiciliata
- Pteroptrix stenoptera
- Pteroptrix sunae
- Pteroptrix tertia
- Pteroptrix unica
- Pteroptrix wanhsiensis
- Pteroptrix variicolor
- Pteroptrix vasta
- Pteroptrix xanthothoracalis